# Carlos Clark
Carlos R. Clark (Somerville, 10 agosto 1960) è un ex cestista statunitense, professionista nella NBA e in Belgio.

## Carriera
Venne selezionato dai Boston Celtics al quarto giro del Draft NBA 1983 (91ª scelta assoluta).

## Palmarès
- Campionato NBA: 1

Boston Celtics: 1984
- Campione USBL (1986)
- All-WBL Team (1988)
- 2 volte WBL All-Defensive Team (1989, 1990)
- Campione CBA (1990)
- All-CBA Second Team (1987)
- CBA All-Defensive First Team (1990)
- CBA All-Defensive Second Team (1987)